# Нойнкірхен-ам-Занд
Нойнкірхен-ам-Занд (нім. Neunkirchen am Sand) — громада в Німеччині, розташована в землі Баварія. Підпорядковується адміністративному округу Середня Франконія. Входить до складу району Нюрнбергер-Ланд.
Площа — 14,14 км2. Населення становить 4675 ос. (станом на 31 грудня 2020).